# Euphorbia jubata
Euphorbia jubata  es una especie fanerógama perteneciente a la familia de las euforbiáceas. Es endémica de Zambia.

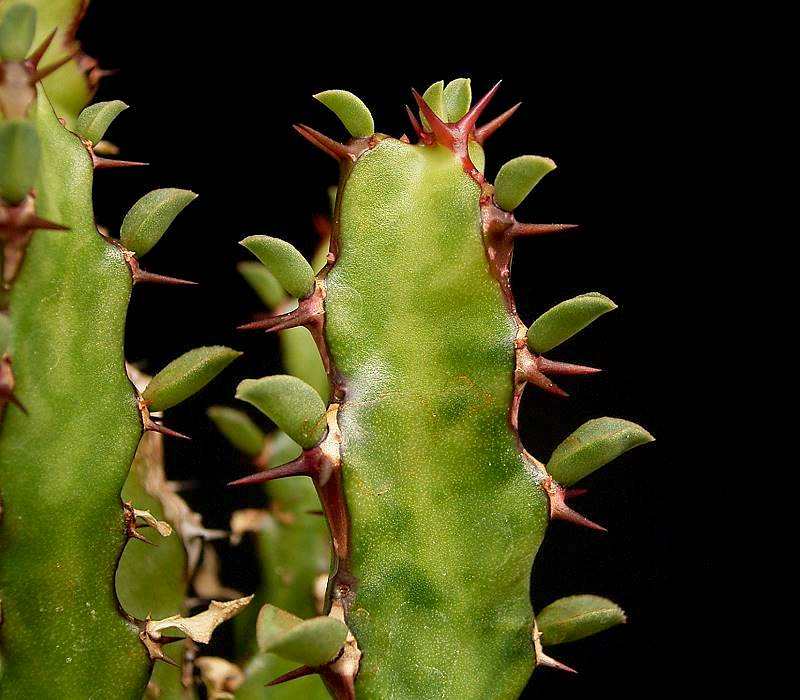
Detalle de la planta

## Descripción
Es una planta suculenta espinosa, arbusto enano, alcanza un  tamaño de ± 18 cm de altura, densamente ramificada con las ramas tetrangulares (muy raramente 5), de ± 1,2 cm de espesor, con exclusión de los tubérculos.

## Ecología
Se encuentra en las rocas de granito en las pequeñas lomas, en la sombra en los bosques de Brachystegia-Uapaca, frecuentes en las crestas cuarcíticas, en hábitats muy húmedos, que crece en el musgo  entre los líquenes y orquídeas epífitas (Bulbophyllum, Cyrtorchis, Polystachya); a una altitud de ± 1455 metros.
Es relativamente común en las colecciones; y fácil de cultivar.
Está muy cercana de Euphorbia schinzii.

## Taxonomía
Euphorbia jubata fue descrita por Leslie Charles Leach y publicado en Journal of South African Botany 30: 7. 1964.
Etimología
Euphorbia: nombre genérico que deriva del médico griego del rey Juba II de Mauritania (52 a 50 a. C. - 23), Euphorbus, en su honor – o en alusión a su gran vientre –  ya que usaba médicamente Euphorbia resinifera. En 1753 Carlos Linneo asignó el nombre a todo el género.
jubata: epíteto latino que significa "con cresta".